# Vautour indien
Gyps indicus
Pour des articles plus généraux, voir Vautour et Accipitridae.
Espèce
Statut de conservation UICN

 CR A2abce+4abce : 
En danger critique
Statut CITES
Le Vautour indien (Gyps indicus) est une espèce de vautour de la famille des Accipitridés.

## Répartition et habitat
Il se reproduit dans le sud-est du Pakistan et en Inde. Il est présent dans les villes, les villages et les zones boisées.

Aire de répartition du vautour indien (en violet)

## Galerie

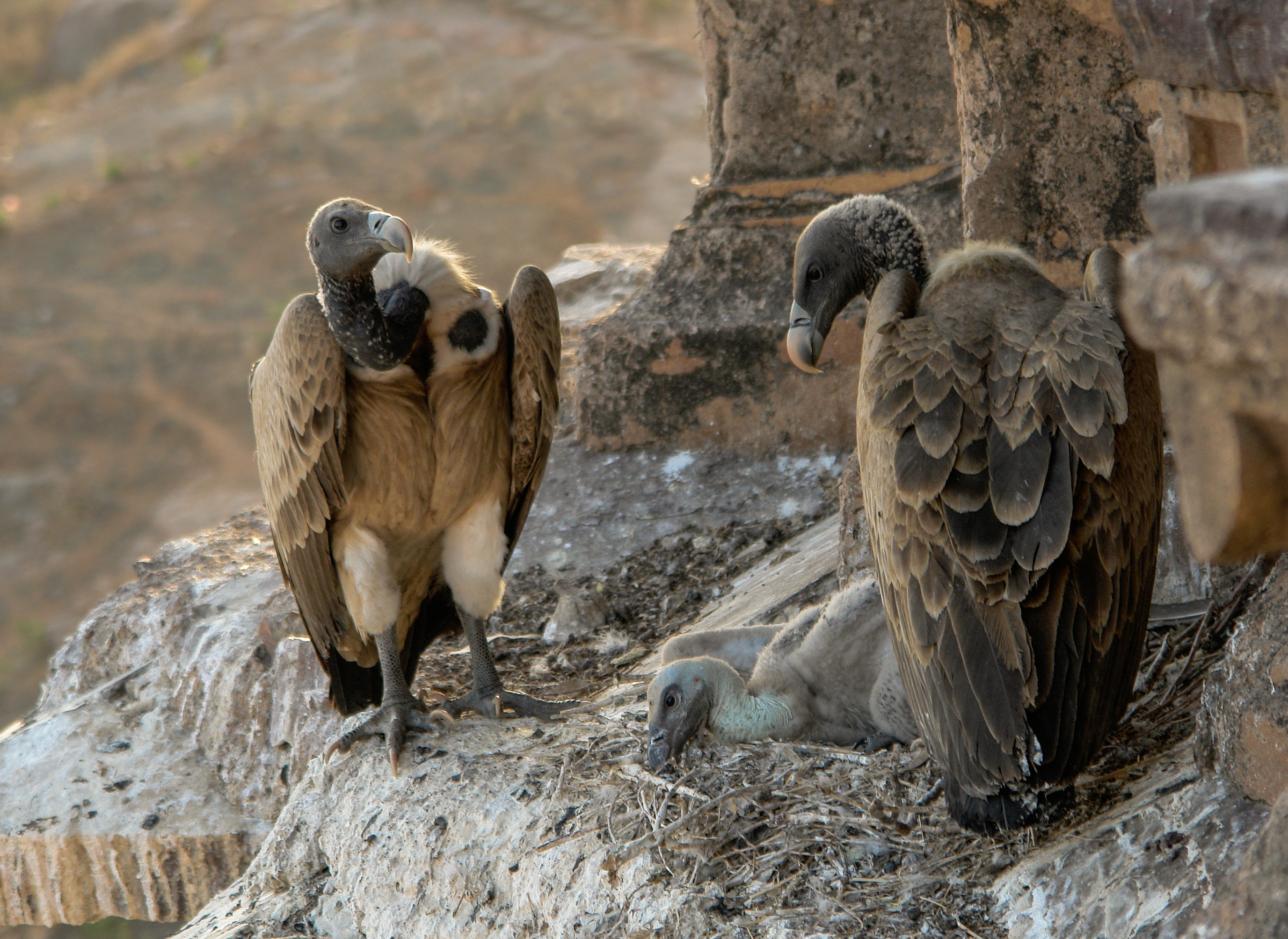
Vautours au nid, Orchha, Madhya Pradesh